# Вонон (коммуна)
Воно́н (фр. Vosnon) — коммуна во Франции, находится в регионе Шампань — Арденны. Департамент — Об. Входит в состав кантона Эрви-ле-Шатель. Округ коммуны — Труа.
Код INSEE коммуны — 10441.
Коммуна расположена приблизительно в 140 км к юго-востоку от Парижа, в 105 км южнее Шалон-ан-Шампани, в 27 км к юго-западу от Труа.

## Население
Население коммуны на 2008 год составляло 195 человек.
| 1962 | 1968 | 1975 | 1982 | 1990 | 1999 | 2008 |
| ---- | ---- | ---- | ---- | ---- | ---- | ---- |
| 207  | 180  | 149  | 114  | 135  | 164  | 195  |

## Экономика
В 2007 году среди 100 человек в трудоспособном возрасте (15—64 лет) 78 были экономически активными, 22 — неактивными (показатель активности — 78,0 %, в 1999 году было 65,5 %). Из 78 активных работали 71 человек (40 мужчин и 31 женщина), безработных было 7 (5 мужчин и 2 женщины). Среди 22 неактивных 4 человека были учениками или студентами, 8 — пенсионерами, 10 были неактивными по другим причинам.